# Aleeta curvicosta
Genre
Espèce
Synonymes
Selon GBIF (5 décembre 2021) :
- Cicada curvicosta Germar, 1834 (protonyme)
- Tibicen curvicostus (Germar, 1834)
- Abricta curvicosta (Germar, 1834)
- Cicada tephrogaster Boisduval, 1835
- Tibicen tephrogaster (Boisduval, 1835)

Aleeta curvicosta, connue jusqu'en 2003 sous le nom binomial Abricta curvicosta, est une espèce d'insectes hémiptères de la famille des Cicadidae (les cigales). Présente sur la côte orientale du continent australien, elle est décrite en 1834 par Ernst Friedrich Germar. Il s'agit de la seule espèce du genre Aleeta.
Ses noms communs anglais, Floury baker et Floory miller, signifiant littéralement « Boulanger farineux » et « Meunier farineux », se réfèrent à l'aspect farineux des fins poils argentés qui recouvrent le corps de l'adulte. Son corps et ses yeux sont généralement bruns avec des motifs pâles, notamment une ligne médiane du prothorax claire. Ses ailes antérieures présentent des taches distinctives brun foncé à la base de deux de leurs cellules apicales. La taille globale de l'espèce varie géographiquement, les plus grands animaux se trouvant dans les régions à forte pluviométrie et la femelle étant plus grande que le mâle. Ce dernier possède des organes génitaux distinctifs et un chant fort et complexe généré par la flexion fréquente de timbales nervurées et amplifié par des sacs aériens abdominaux.
Aleeta curvicosta est solitaire et se rencontre en faible densité. L'adulte émerge généralement du sol durant une période de trois mois, de la fin novembre à la fin février, et peut être rencontré jusqu'en mai. Il se nourrit de nombreuses espèces d'arbres, avec une certaine préférence pour le genre Melaleuca. Il vole relativement mal, est la proie de guêpes tueuses de cigales ainsi que de nombreuses espèces d'oiseaux, et peut succomber à une maladie fongique spécifique aux cigales.

## Taxonomie

### Nom scientifique
Le naturaliste allemand Ernst Friedrich Germar décrit cette espèce en 1834 sous le nom de Cicada curvicosta. Il base sa description sur deux spécimens qui se trouvent maintenant dans les Hope Entomological Collections à Oxford, sans avoir désigné de spécimen type et enregistré leur emplacement exact. En 2003, l'un des spécimens originaux est désigné comme lectotype et l'autre comme paralectotype.
L'entomologiste suédois Carl Stål créé le nom Abricta en 1866, et le considère soit comme un sous-genre du genre Tibicen, soit comme un genre à part entière. C'est pourquoi cette espèce est connue sous les noms Tibicen curvicostus, puis Abricta curvicosta à partir de 1906. L'entomologiste français Jean Baptiste Boisduval décrit en 1835 deux spécimens récoltés à Port Jackson sous le nom Cicada tephrogaster (renommé plus tard Tibicen tephrogaster), ce qui a longtemps été considéré comme un synonyme correct,. Cependant, une révision du genre en 2003 a montré qu'Abricta était un groupe incohérent d'espèces, et les membres australiens ont été déplacés vers d'autres genres. Max Moulds a effectué une analyse morphologique du genre et a constaté que les cigales se divisaient naturellement en clades selon la région biogéographique. Parmi les quinze espèces australiennes, A. curvicosta est la plus récente. Des données non publiées ont confirmé qu'elle est génétiquement assez éloignée des quatorze autres espèces. Elle a donc été classée dans un nouveau genre monotypique Aleeta, tandis que la plupart des autres ont été placées dans le genre Tryella. La distinction morphologique entre Aleeta et Tryella est basée sur deux critères : A. curvicosta a une taille d'aile antérieure plus grande − rarement inférieure à 3,2 cm et généralement supérieure à 4 cm, alors que Tryella ne dépasse jamais 3,2 cm ; les lobes nucals[Quoi ?] des organes génitaux mâles d'Aleeta sont tournés vers le bas à leur extrémité distale, alors que ceux de Tryella sont retroussés.
Des preuves phylogénétiques indiquent que Aleeta et Tryella sont les plus proches parents des cigales périodiques (genre Magicicada) d'Amérique du Nord, bien qu'elles soient très éloignées géographiquement.

### Nom vernaculaire
Le nom de genre Aleeta est dérivé du grec aleton signifiant « farine » ou « semoule », de même que l'épithète anglophone floury. Ceci à cause des poils fins et argentés ornant le corps de cette espèce qui semble avoir été saupoudré de farine,. Les noms vernaculaires anglophones baker et miller sont tous deux utilisés dès 1860. En 1905, le nom floury baker est également utilisé pour une autre espèce de cigale australienne (Altria perulata, aujourd'hui Arunta perulata), dont les timbales sont blanches. Cette espèce est maintenant communément appelée white drummer, littéralement, le « tambour blanc ».

## Description

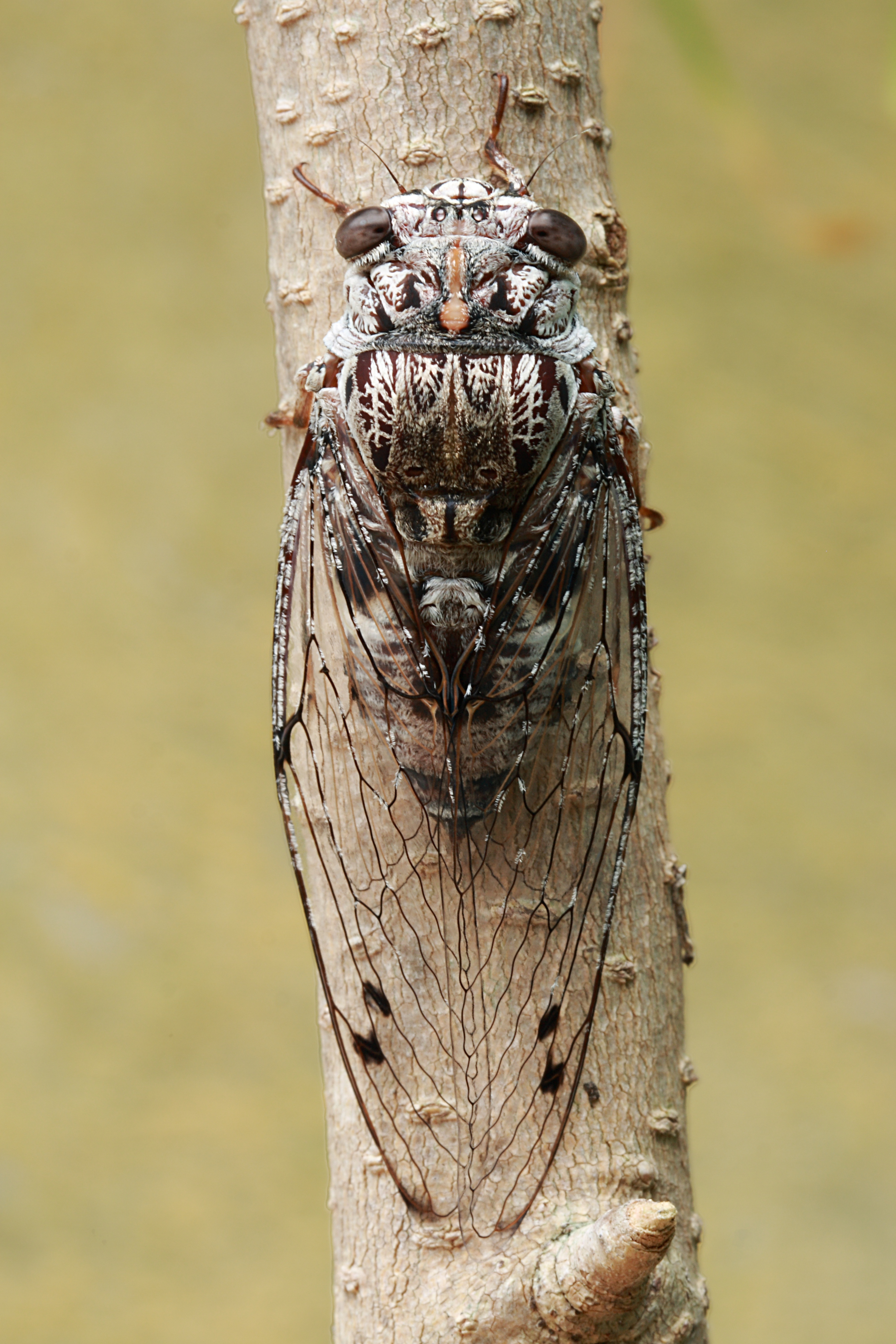
Aleeta curvicosta, vue dorsale.

Avec un corps d'une longueur de 2,9 cm, des ailes antérieures d'une longueur comprise entre 3 et 5,1 cm, une envergure de 9-10 cm, et un poids d'environ 1 g, Aleeta curvicosta est une cigale de taille moyenne. La taille des individus varie considérablement d'une région à l'autre, en fonction des précipitations locales. Les régions où les précipitations annuelles moyennes sont supérieures à 1 000 mm — principalement les régions côtières — ont des individus beaucoup plus grands, la longueur moyenne des ailes antérieures étant supérieure d'environ 1 cm à celle des individus des régions à faibles précipitations.
L'adulte est brun recouvert d'un semblant de poussière blanche : une pubescence duveteuse et argentée recouvre une grande partie du corps, des pattes et de certaines nervures des ailes, mais ce revêtement s'enlève facilement par frottement, et est donc souvent considérablement diminué chez les adultes plus âgés et les spécimens de musée. Ces cigales ont des marques de morphologie variable sur le corps, mais toutes ont une ligne médiane pâle sur leur prothorax. Leurs pattes sont brunes, parfois jaunâtres, mais sans marques distinctes. Leur masse sèche représente en moyenne 36,2 % de leur masse corporelle totale, plus élevée que celle de la plupart des cigales australiennes, ce qui suggère un fort exosquelette. Leurs yeux sont brun foncé. Ils ont des opercules jaunâtres qui s'étendent latéralement bien au-delà du corps,. La femelle est légèrement plus grande que le mâle. Elle a généralement une couleur et des marques similaires, bien qu'elle puisse être légèrement plus pâle dans certaines zones. Son neuvième segment abdominal est long et brun rougeâtre foncé, tendant parfois partiellement vers le noir. Son oviscapte est long, avec une inclinaison vers le bas, et sa gaine est noire ou brun rougeâtre foncé.
Les ailes sont transparentes avec des nervures noires ou brunes et une tache brun-noir à la base des cellules apicales. Ces taches sont parfois fusionnées en un zigzag continu brun foncé à noir. La cellule basale est souvent opaque et de couleur ambrée. Comme chez de nombreux insectes, les membranes des ailes sont recouvertes de part et d'autre d'un motif répétitif de nanostructures cuticulaires, d'environ 200 nm de hauteur, séparées par environ 180 nm. On pense qu'elles contribuent au camouflage antireflet, à l'« anti-mouillage » et à l'auto-nettoyage,.

## Chant
Pour un article plus général, voir Cicadidae#La cymbalisation ou « chant des cigales ».

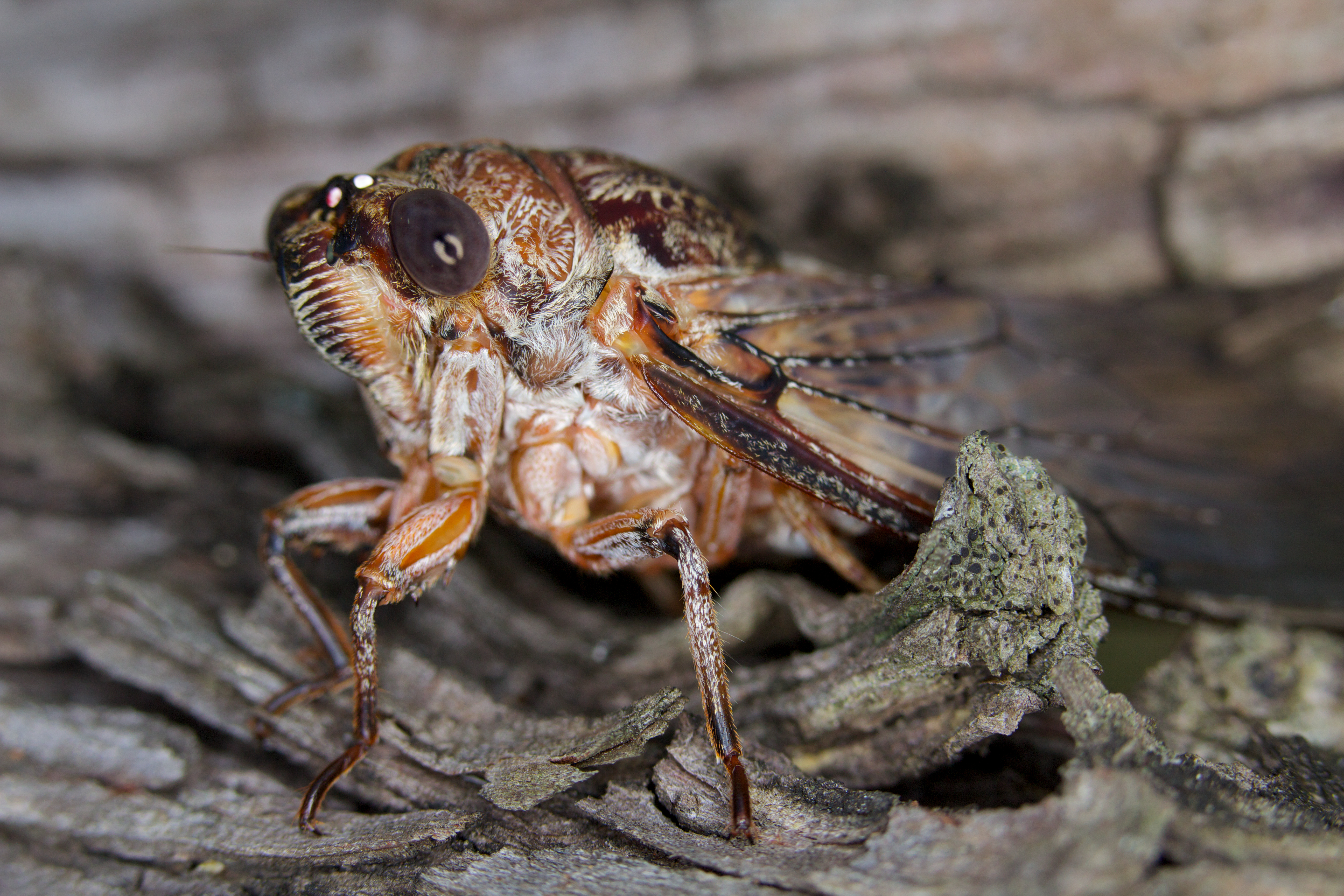
Aleeta curvicosta, vue latérale de la tête.

Le chant du mâle peut être entendu à n'importe quel moment de la journée et consiste en un sifflement inhabituel, qui commence par une série de rafales de sifflements d'une seconde, espacés d'environ une seconde et répétés plus rapidement jusqu'à devenir un sifflement constant d'une durée de 7-10 secondes. Il est produit par contractions musculaires et frottement des organes, les cymbales. Ce phénomène se produit alternativement sur les deux cymbales et est rapidement répété à une fréquence d'environ 143 Hz, par groupes de quatre, (sauf lorsque la cigale est en détresse - où ils ne sont pas groupés et à une fréquence plus basse), ce qui donne une fréquence de répétition d'environ 1050[Information douteuse] frottements par seconde, avec une gamme de fréquences sonores relativement large de 7,5 à 10,5 kHz, avec une fréquence dominante de 9,5 à 9,6 kHz.
Aleeta curvicosta est l'une des cigales les plus bruyantes d'Australie.
D'après l'entomologiste Lindsay W. Popple, Aleeta curvicosta se distingue d'une espèce proche non décrite et généralement plus petite, par la structure des organes génitaux mâles et un chant distinct. Les espèces des genres Aleeta et Tryella se distinguent facilement des autres cigales australiennes car elles n'ont pas d'opercules protégeant les cymbales, et le bord de la veine costale de leurs ailes antérieures devient plus large vers le point d'attachement de l'aile au corps. Chez ces genres, il est nettement plus large que la nervure costale.

## Cycle de vie

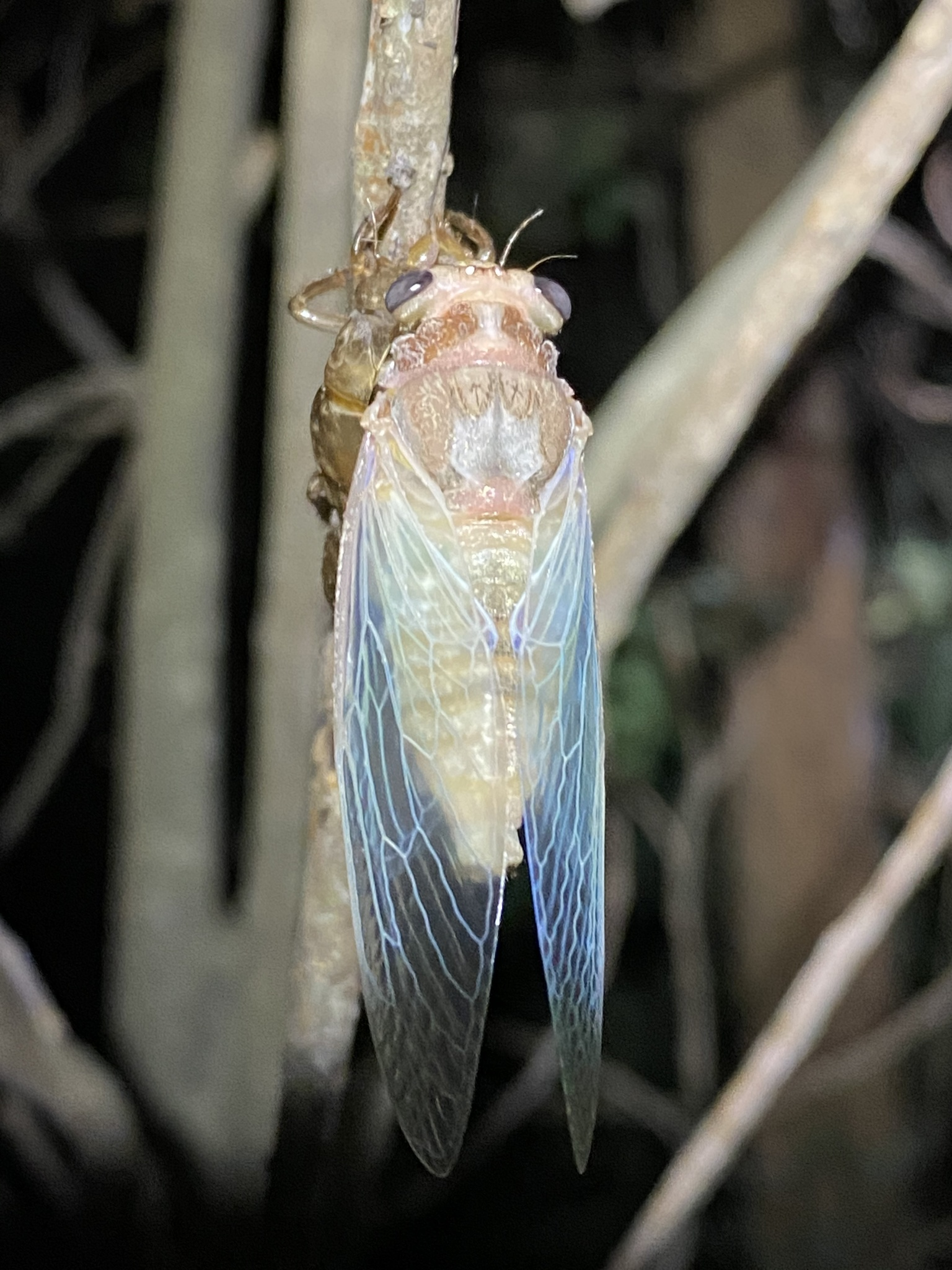
Aleeta curvicosta en pleine émergence.

Les œufs sont pondus dans une série de fentes généralement pratiquées par l'oviscapte de la femelle dans des branches ou des rameaux des plantes nourricières de la cigale. En moyenne, environ seize œufs, sur le total de quelques centaines, sont pondus dans chaque fente. Tous éclosent environ 70 jours plus tard, généralement à un ou deux jours d'intervalle, mais cela peut prendre plus longtemps dans des conditions froides ou sèches. La ponte a été observée sur un large éventail d'espèces végétales indigènes ou non et peut les endommager. Par exemple, elle peut affaiblir les branches des jeunes arbres fruitiers de telle sorte qu'ils ne puissent plus supporter la charge de leurs fruits.
Après l'éclosion, les nymphes tombent des branches pour chercher une fissure dans le sol où elles peuvent s'enfouir, souvent jusqu'à une profondeur de 10 à 40 cm, en creusant avec leurs grandes pattes antérieures. On pense que les cigales A. curvicosta passent 2 à 8 ans sous terre, période pendant laquelle elles grandissent et se nourrissent de la sève des racines des arbres grâce à leur rostre. Elles muent cinq fois avant de s'extraire du sol pour se débarrasser de leur dernière mue,. Bien que se déroulant systématiquement la nuit, l'émergence de la population est répartie de manière diffuse sur la saison, en comparaison avec les espèces australiennes à plus forte densité. Le sex-ratio est constant et d'environ 1,15 mâle pour chaque femelle.

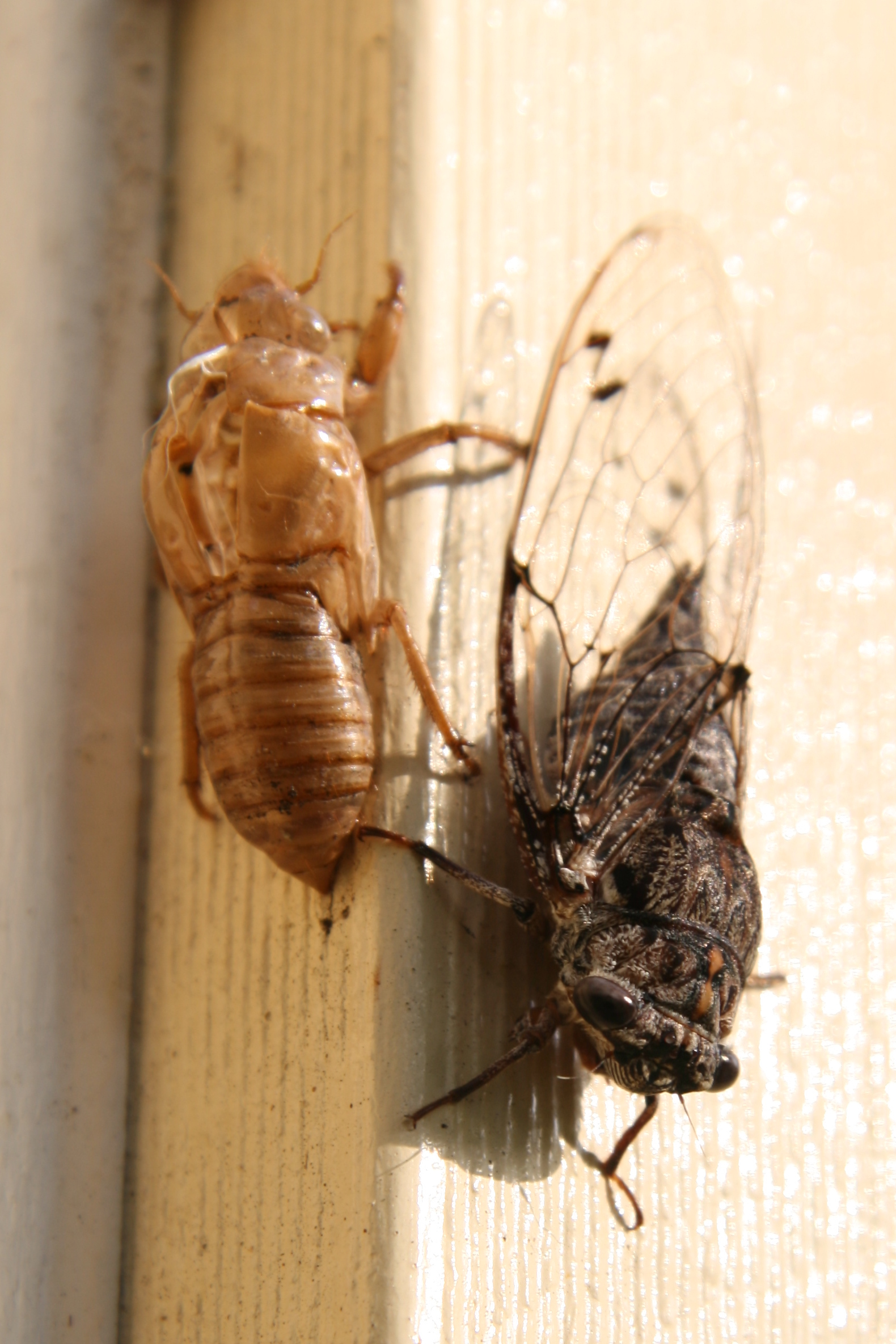
Aleeta curvicosta fraîchement émergée, se tenant à côté de l'exuvie de sa mue imaginale.

Le taux métabolique sur une période d'environ 6 heures et demi pendant l'émergence est environ 1,8 fois le taux métabolique au repos de l'adulte. Une étude a montré que les nymphes émergent sur la plupart des espèces d'arbres mais évitent le pin de Norfolk (Araucaria heterophylla) et le niaouli (Melaleuca quinquenervia). Les adultes sont généralement trouvés entre novembre et mai mais sont parfois observés dès septembre et jusqu'à fin juin. Ils ont été enregistrés comme apparaissant chaque année, principalement en décembre et janvier dans l'ouest de Sydney, avec une période d'émergence similaire de 92 jours de fin novembre à fin février enregistrée dans le sud-est du Queensland. Cela en fait l'une des dernières cigales australiennes à émerger chaque saison.
Lors de sa mue imaginale, la nymphe s'agrippe à l'écorce de l'arbre avec toutes ses pattes, avale de l'air pour redistribuer son hémolymphe pour fendre le centre de son dos. Elle extrait ensuite sa tête et son clypéus en recourbant son corps, et lorsque ceux-ci ont émergé, elle se cambre en arrière pour sortir les pattes de leur enveloppe. Elle déplie ensuite lentement ses ailes, pour finalement se pencher en avant et s'agripper à l'avant de la coquille pour libérer son abdomen. Une fois libérée, elle reste suspendue pendant des heures pour que ses ailes durcissent.
Une fois qu'elles ont atteint l'âge adulte, la plupart des espèces de cigales vivent encore environ deux à quatre semaines. Pendant cette période, elles se nourrissent de la sève qui coule des branches des arbres, s'accouplent et pondent leurs œufs.

## Habitat et répartition

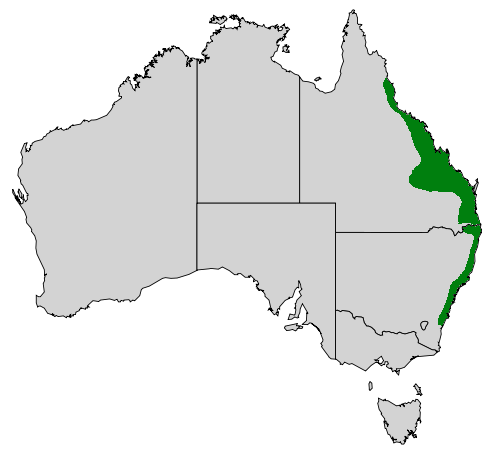
Aire de répartition d'Aleeta curvicosta

Aleeta curvicosta se rencontre exclusivement en Australie. Elle se trouve de la rivière Daintree, dans le nord du Queensland, à Bendalong, dans le sud de la Nouvelle-Galles du Sud. C'est une espèce des régions montagneuses dans la partie nord de son aire de répartition, limitée à l'Atherton Tableland et au parc national d'Eungella à l'ouest de Mackay, mais plutôt une espèce de plaine dans le reste de son aire de répartition.
On peut le trouver dans des habitats variés, des marges de la forêt tropicale aux banlieues des villes, et même dans le centre de Sydney.

## Comportement

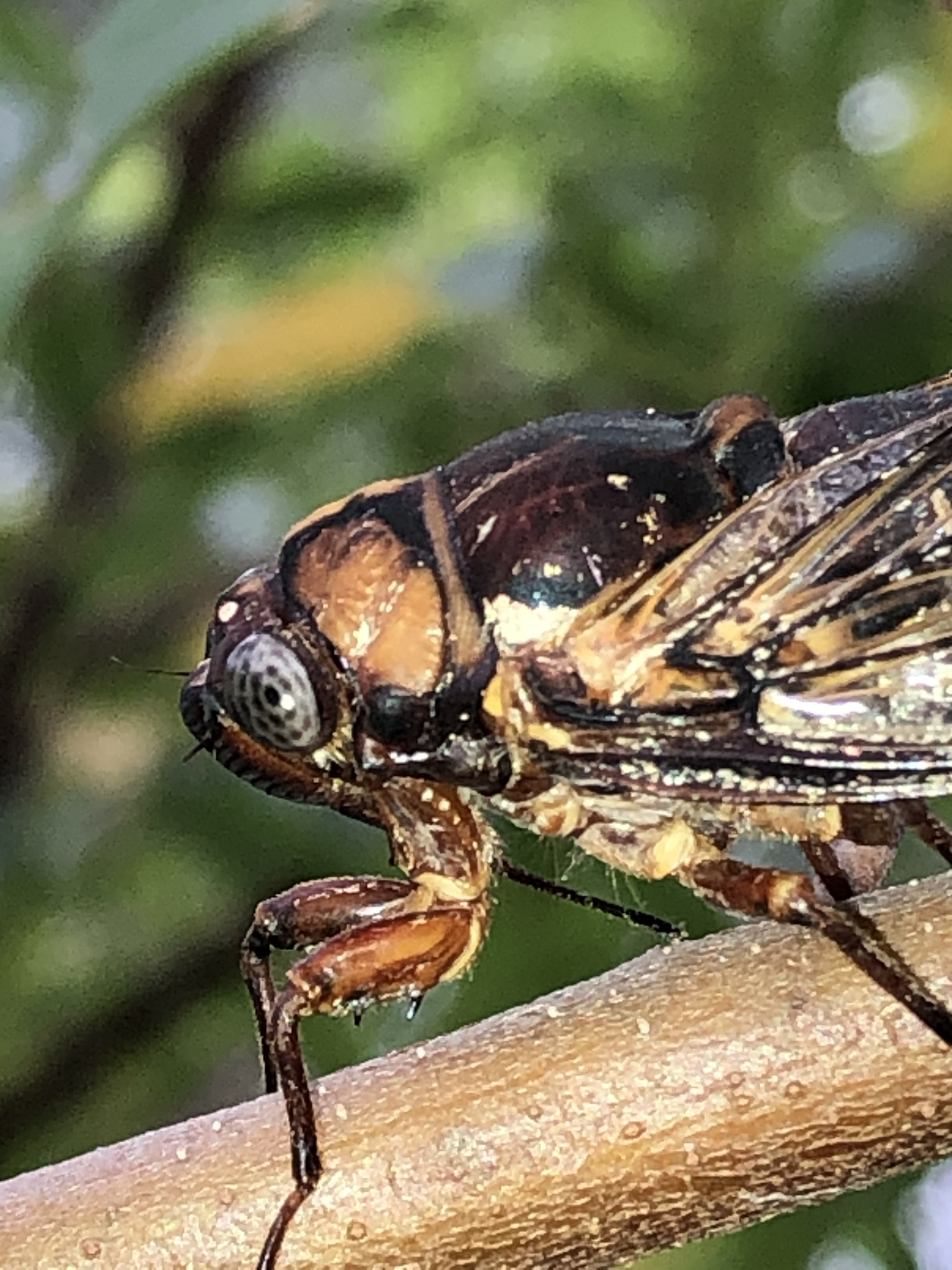
Aleeta curvicosta se nourrissant grâce à son rostre.

Cette cigale est généralement solitaire. Une étude réalisée dans le sud-est du Queensland estime les densités à seulement 50 par hectare (alors que certaines autres cigales australiennes sont presque cent fois plus denses). Au stade adulte, Aleeta curvicosta se perche normalement face au sol et sur les branches des arbres plutôt que sur les troncs. On la trouve sur une grande variété de plantes, le plus souvent sur des espèces de la famille des Myrtaceae, plus précisément sur diverses espèces de Melaleuca et de Callistemon, ainsi que sur Lysicarpus angustifolius et Bauhinia hookeri. On pense que ces plantes sont également des plantes nourricières pour les nymphes,.
Par rapport aux autres cigales australiennes, Aleeta curvicosta n'est pas performante en vol. Elle est lente, avec une vitesse typique de 2,1 mètres par seconde, qui augmente à environ 3,9 mètres par seconde (14 km/h) lorsqu'elle est poursuivie ou provoquée. Elle n'est capable de générer qu'une faible puissance aérodynamique et son vol est relativement court, d'une durée d'environ 3,4 s, avec une moyenne de 3,3 changements de direction. Elle n'est pas performante non plus à l'atterrissage. La distance à laquelle elle réagit à l'approche d'un observateur est modérée, tant à l'arrêt qu'en vol.

## Prédation

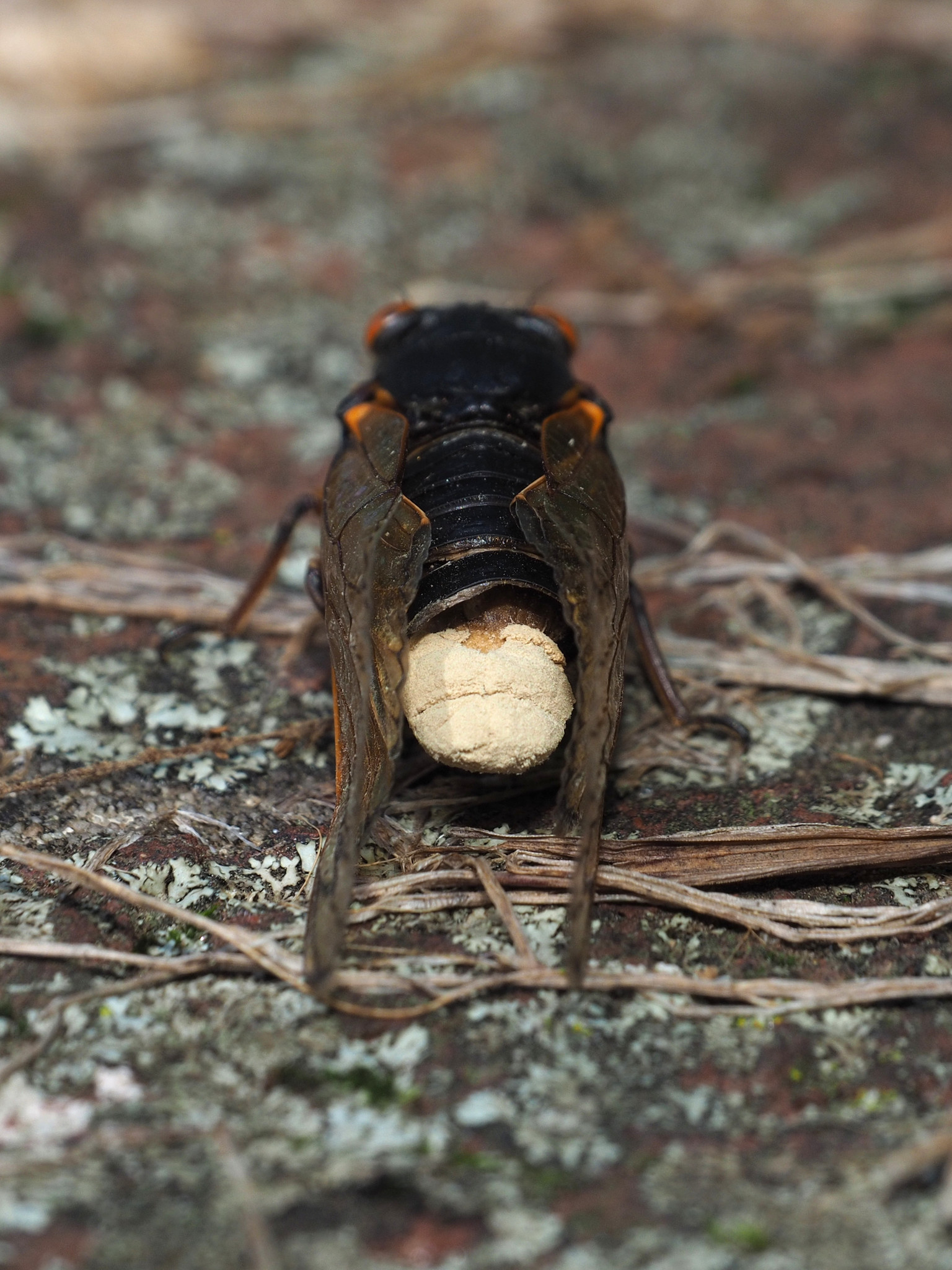
Massospora cicadina, champignon entomopathogène spécialisé dans les cigales.

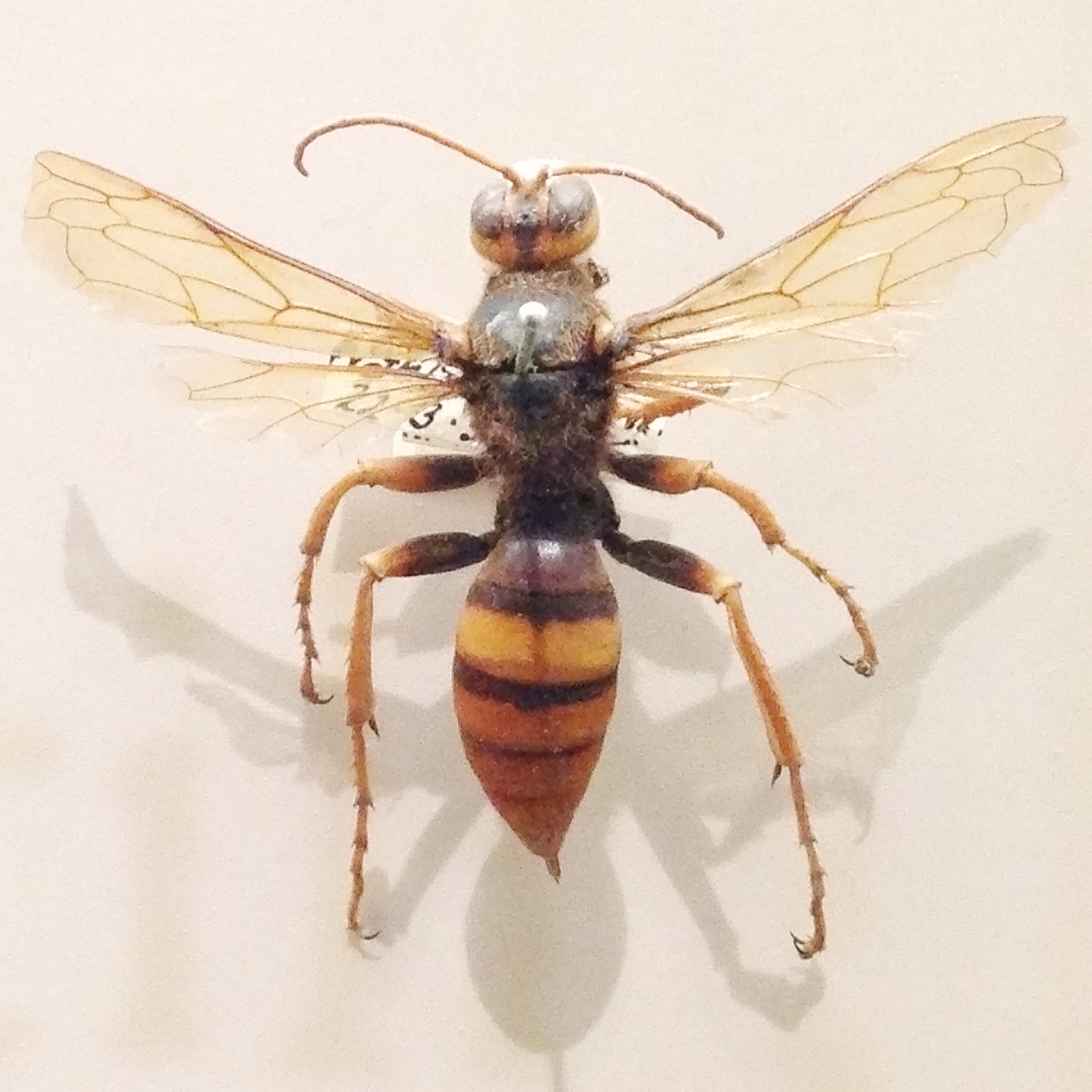
Exeirus lateritius, une guêpe solitaire spécialisée dans la prédation des cigales.

La prédation de la cigale adulte par les oiseaux est fréquente et un grand nombre d'espèces en font volontiers leur proie, parmi lesquels : les mérions (famille des Maluridae), le Rhipidure gris, le Méliphage bruyant, le Méliphage à oreillons bleus, le Cassican à collier, la Gralline pie, le Corbeau de Torres, l'Aigrette à face blanche, etc.
Le Podarge gris et des sauriens du genre Pogona ont été observés en train de se nourrir des nymphes émergentes, mais leur impact est estimé à moins de 10 %.
Les adultes de certaines cigales australiennes comme Aleeta curvicosta peuvent être atteintes d'un champignon entomopathogène spécifique aux cigales, Massospora cicadina, qui se développe sur leurs organes génitaux et leur cavité abdominale, provoquant la chute de l'extrémité de la queue. Elles sont également la proie d'une guêpe solitaire fouisseuse spécialiste des cigales, Exeirus lateritius, qui les pique et les paralyse dans les arbres. Leurs victimes tombent au sol où la guêpe les transporte, en les poussant avec ses pattes arrière, parfois sur une distance de 100 m jusqu'à son terrier. Elles sont alors stockées dans une sorte de garde-manger, pour servir de nourriture aux larves de guêpe qui se développent à partir des œufs pondus directement dans la cigale.

## Dans la culture populaire
Les mues de la nymphe, comme celles des autres espèces de cigales, sont souvent ramassées par les enfants et parfois attachées à leurs vêtements.